# (5961) Watt
(5961) Watt ist ein Asteroid des Hauptgürtels, der am 30. Dezember 1989 vom britisch-australischen Astronomen Robert McNaught am Siding-Spring-Observatorium (IAU-Code 413) in der Nähe von Coonabarabran in Australien entdeckt wurde.
Der Himmelskörper wurde am 10. August 2014 nach dem schottischen Erfinder James Watt (1736–1819) benannt, dessen einflussreichste Erfindung die Verbesserung des Wirkungsgrades der Dampfmaschine durch Verlagerung des Kondensationsprozesses aus dem Zylinder in einen separaten Kondensator war.
Der Asteroid gehört zur Nysa-Gruppe, einer nach (44) Nysa benannten Gruppe von Asteroiden (auch Hertha-Familie genannt, nach (135) Hertha).